# Clitocybe nebularis
A Clitocybe nebularis, comumente conhecida como  funil de nuvem, é uma espécie de fungo abundante que aparece tanto em florestas dominadas por coníferas quanto em florestas decíduas, na Europa e na América do Norte. Frutifica no Reino Unido entre meados e final do outono. É um cogumelo comestível, mas pode causar problemas gastrointestinais em algumas pessoas.

## Taxonomia
A espécie foi descrita e nomeada pela primeira vez como Agaricus nebularis em 1789 por August Johann Georg Karl Batsch. Posteriormente, foi colocada no gênero Clitocybe em 1871 por Paul Kummer como Clitocybe nebularis. Depois de muita consideração por parte de vários micologistas ao longo de alguns anos, quando foi colocada por períodos em Lepista e Gymnopus, foi colocada de volta em Clitocybe com o epíteto específico e o credenciamento de 1871 que mantém até hoje.
O epíteto específico vem do substantivo latim nebula, que significa névoa, o material das nuvens, com referência ao formato do píleo semelhante a uma nuvem.
A Clitocybe nebularis é a espécie-tipo do gênero Clitocybe. Ela é conhecida pelo nome comum de funil de nuvem (cloud funnel).
A Clitocybe nebularis var. alba Bataille (1911) difere apenas por ter um píleo branco leitoso e é muito rara.

## Descrição
O píleo tem de 5 a 25 cm de diâmetro, é convexo com uma margem incursa, tornando-se plano ou deprimido na maturidade. A cor do píleo é geralmente acinzentada a cinza-acastanhada clara, e muitas vezes coberta por um pó esbranquiçado quando nova. A superfície do píleo é geralmente seca a úmida e radialmente fibrilosa. As lamelas são claras, adnatas a curtas-decorrentes, fechadas e geralmente bifurcadas. O estipe mede de 5 a 10 cm de comprimento e 2 a 4 cm de largura; é robusto, inchado em direção à base, torna-se oco com o tempo e é facilmente quebrável. Geralmente é um pouco mais claro do que o píleo. A carne é branca e muito espessa. Geralmente tem um odor desagradável que foi descrito como ligeiramente farináceo a picante, rançoso e comparável ao odor de uma gaiola de roedores.
A esporada é creme a amarelo pálido. Os esporos são amarelos, elípticos, lisos e não amilóides; medem 5,5 a 8,5 por 3,5 a 4,5 µm. A parede do esporo é cianófila.
A C. nebularis é hospedeira do cogumelo parasita Volvariella surrecta, sendo encontrada em espécimes mais maduros ou começando a se deteriorar.

### Espécies semelhantes
A espécie pode ser confundida com a venenosa  Entoloma sinuatum, tanto na Europa quanto na América do Norte, embora essa espécie tenha lamelas sinuadas cor-de-rosa. Também se assemelha à Leucopaxillus albissimus e Tricholoma saponaceum. A  Aspropaxillus giganteus também é semelhante em estatura, mas é mais branca. A Infundibulicybe geotropa tem um píleo marrom-claro.

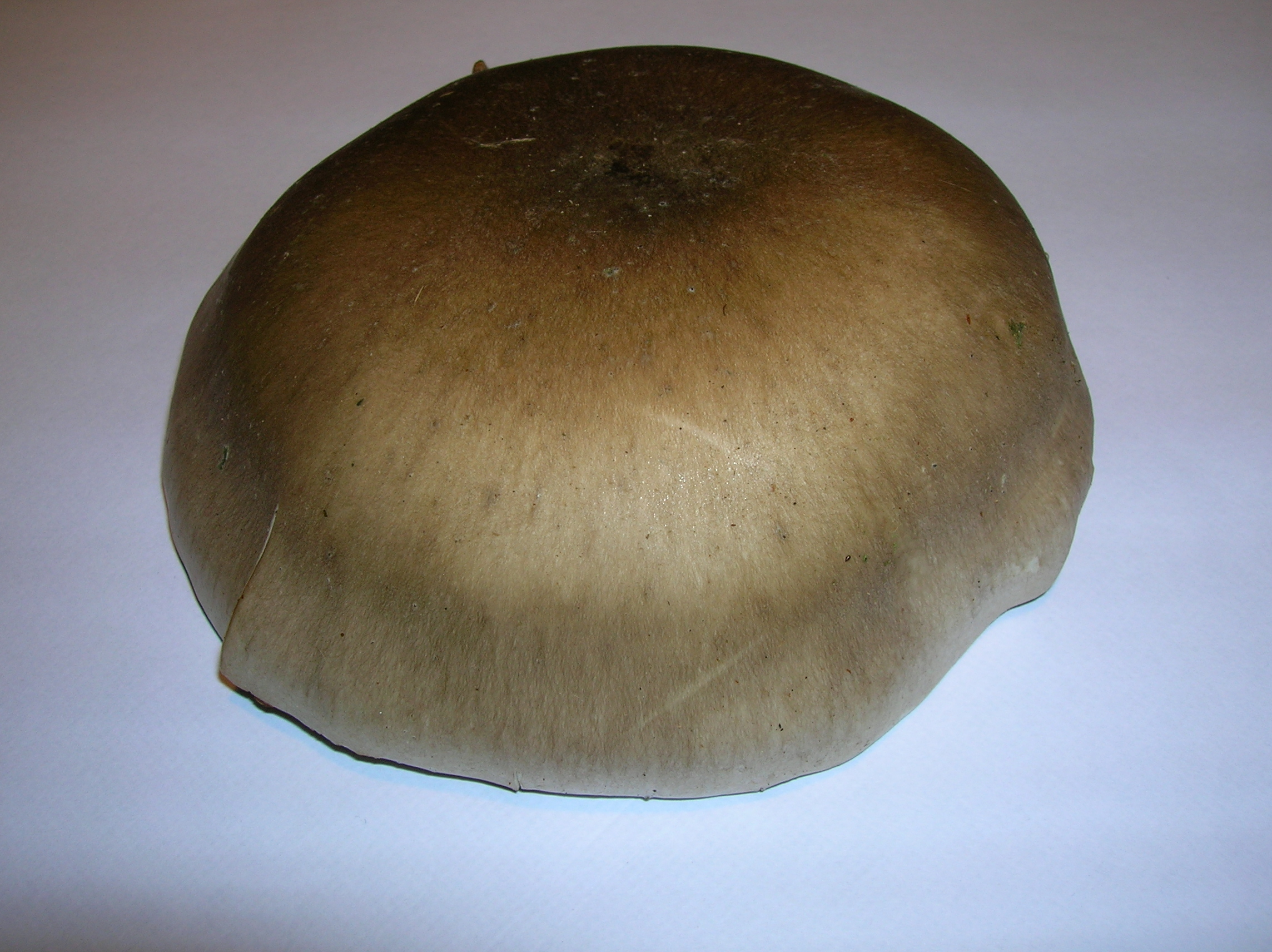
Píleo
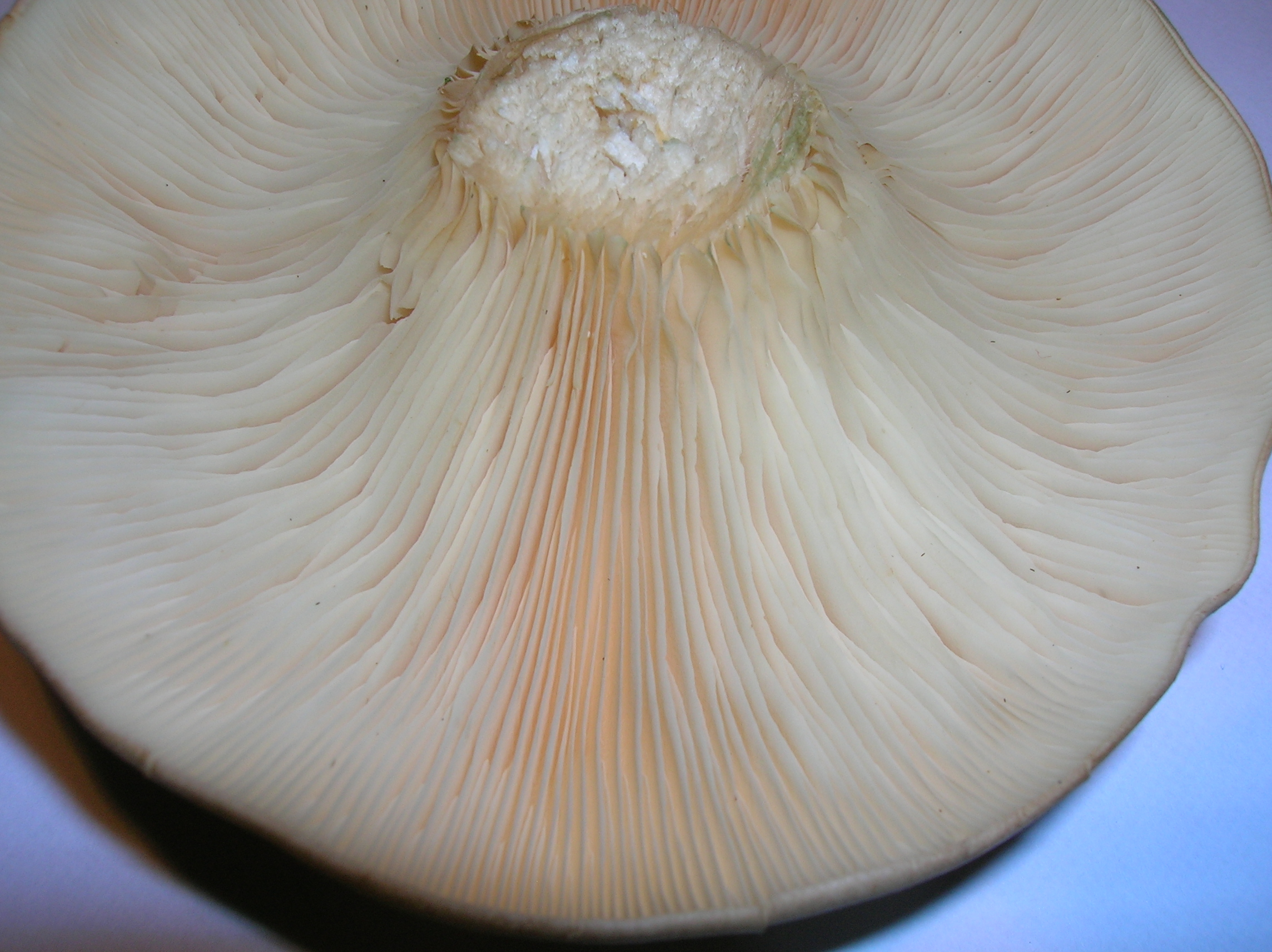
Detalhe das lamelas
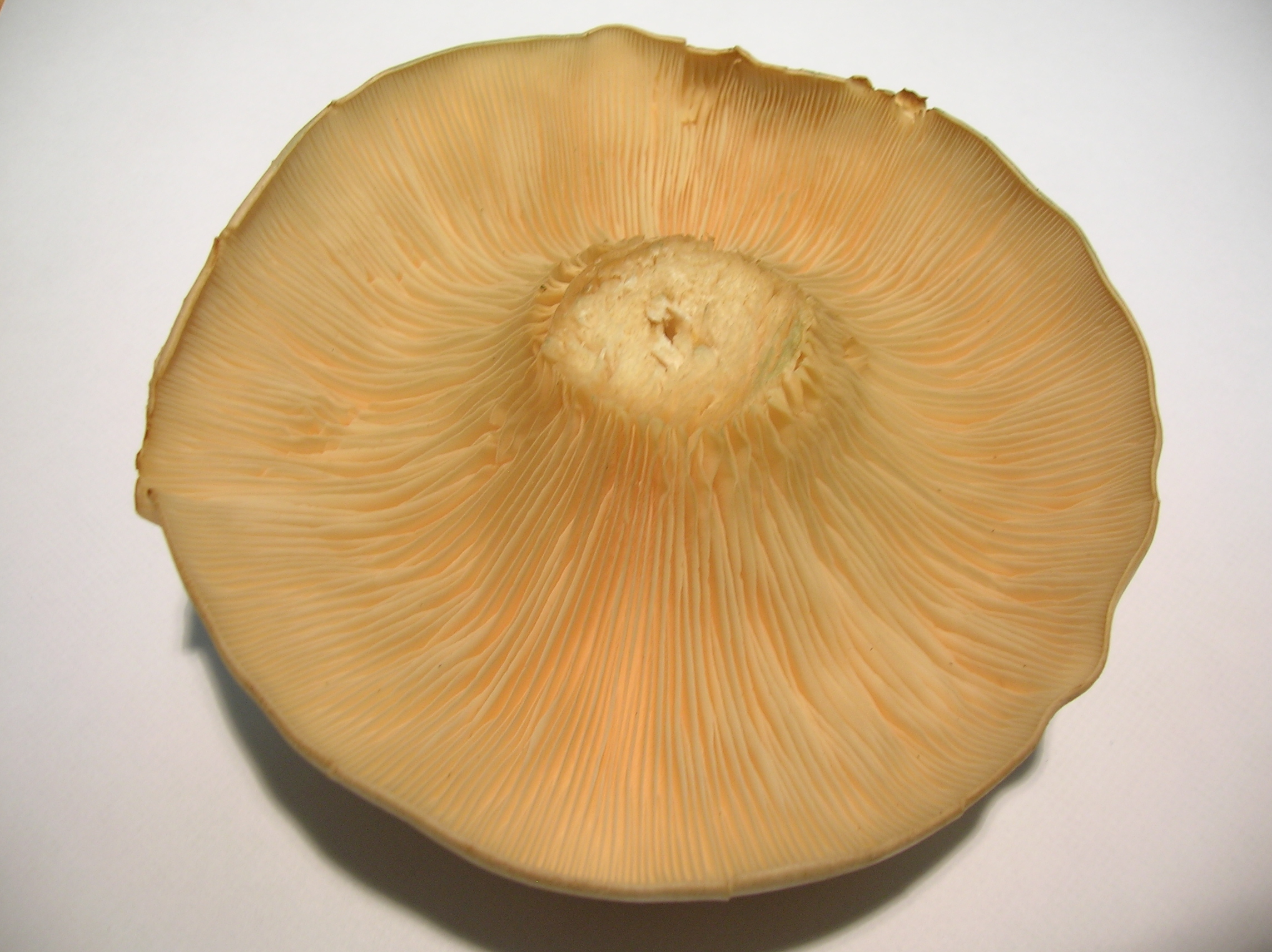
Lamelas e o estipe cortado
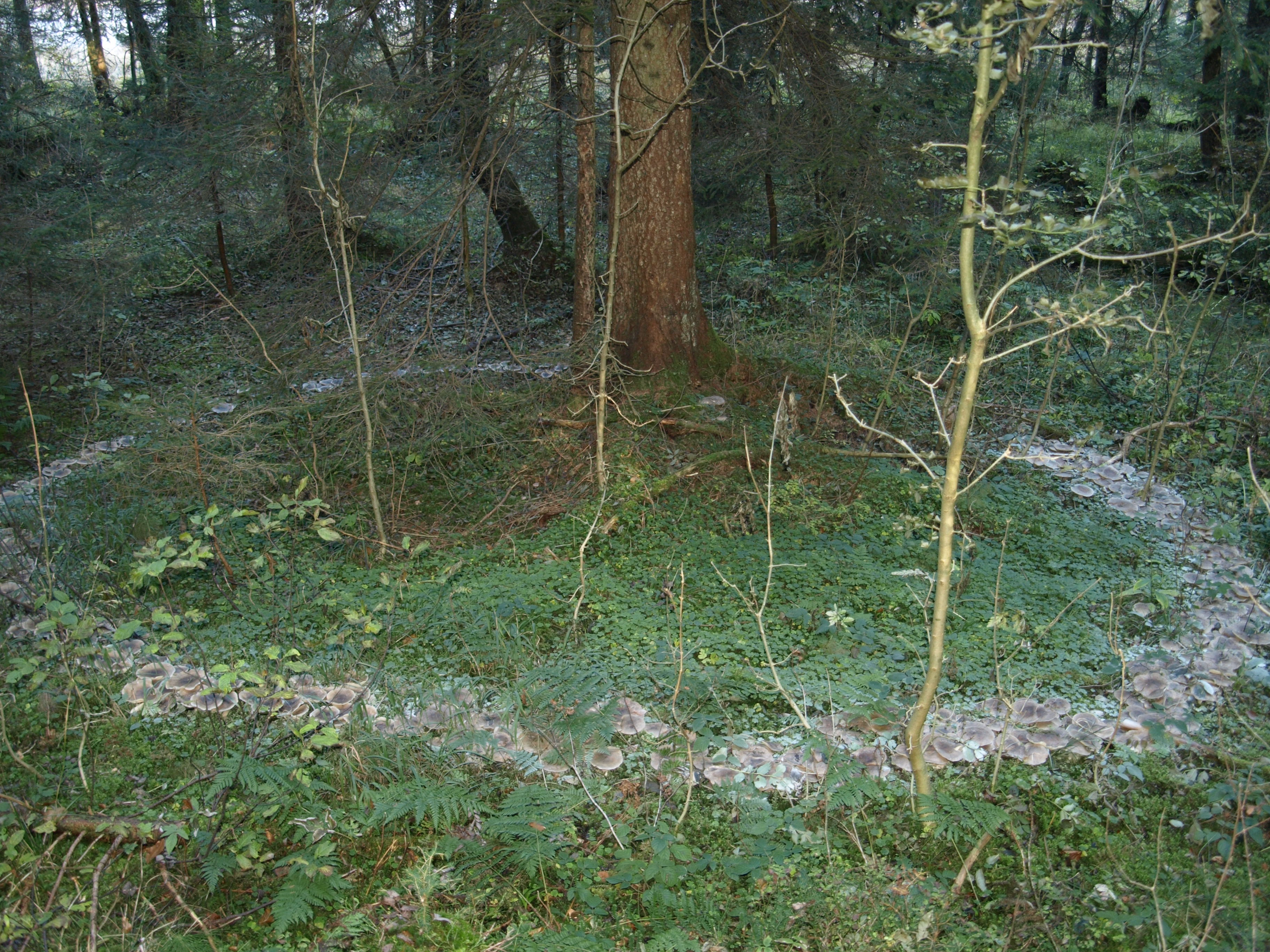
C. nebularis crescendo em uma formação de anel de fada
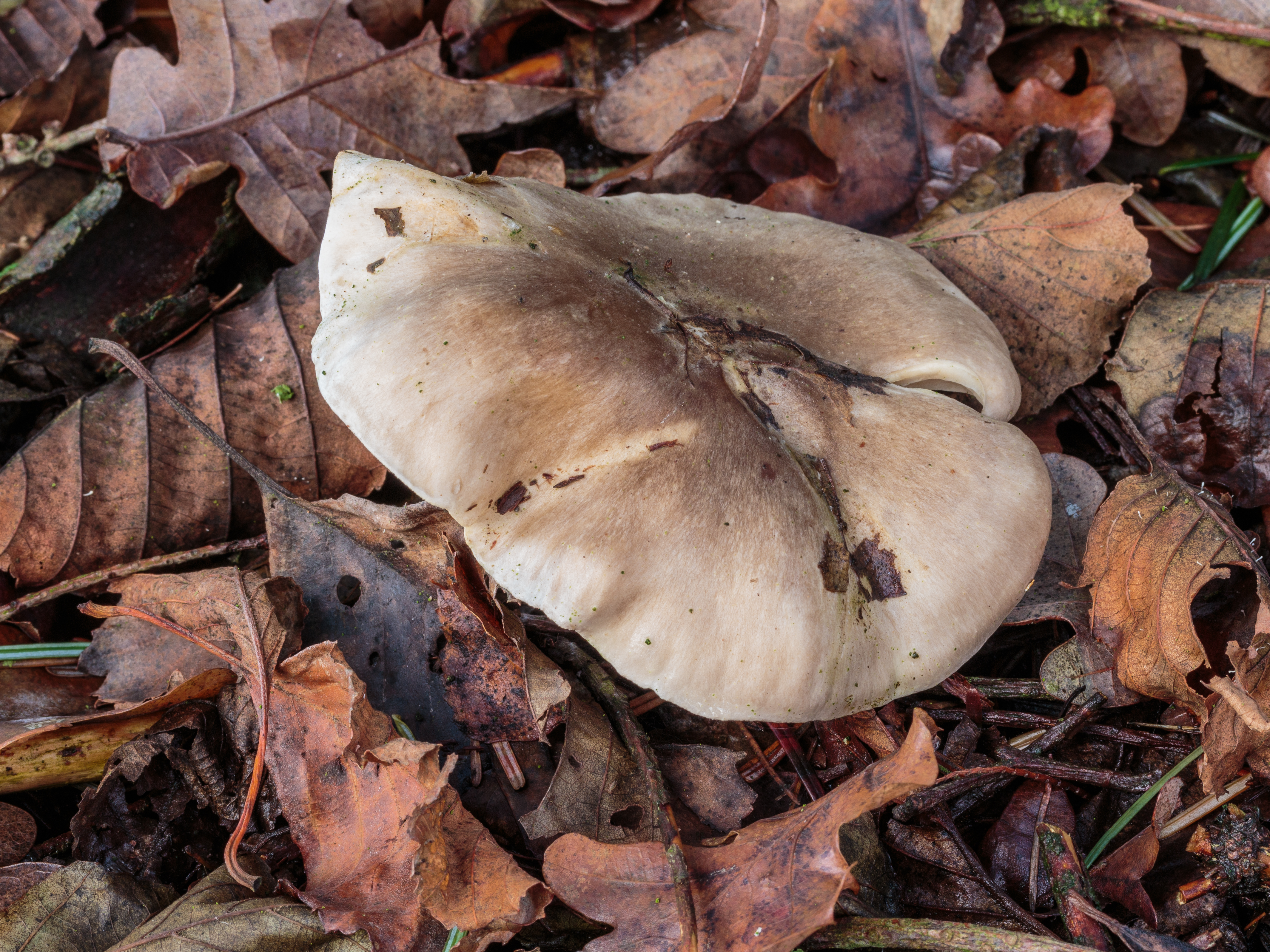
Vista da parte superior de uma C. nebularis madura
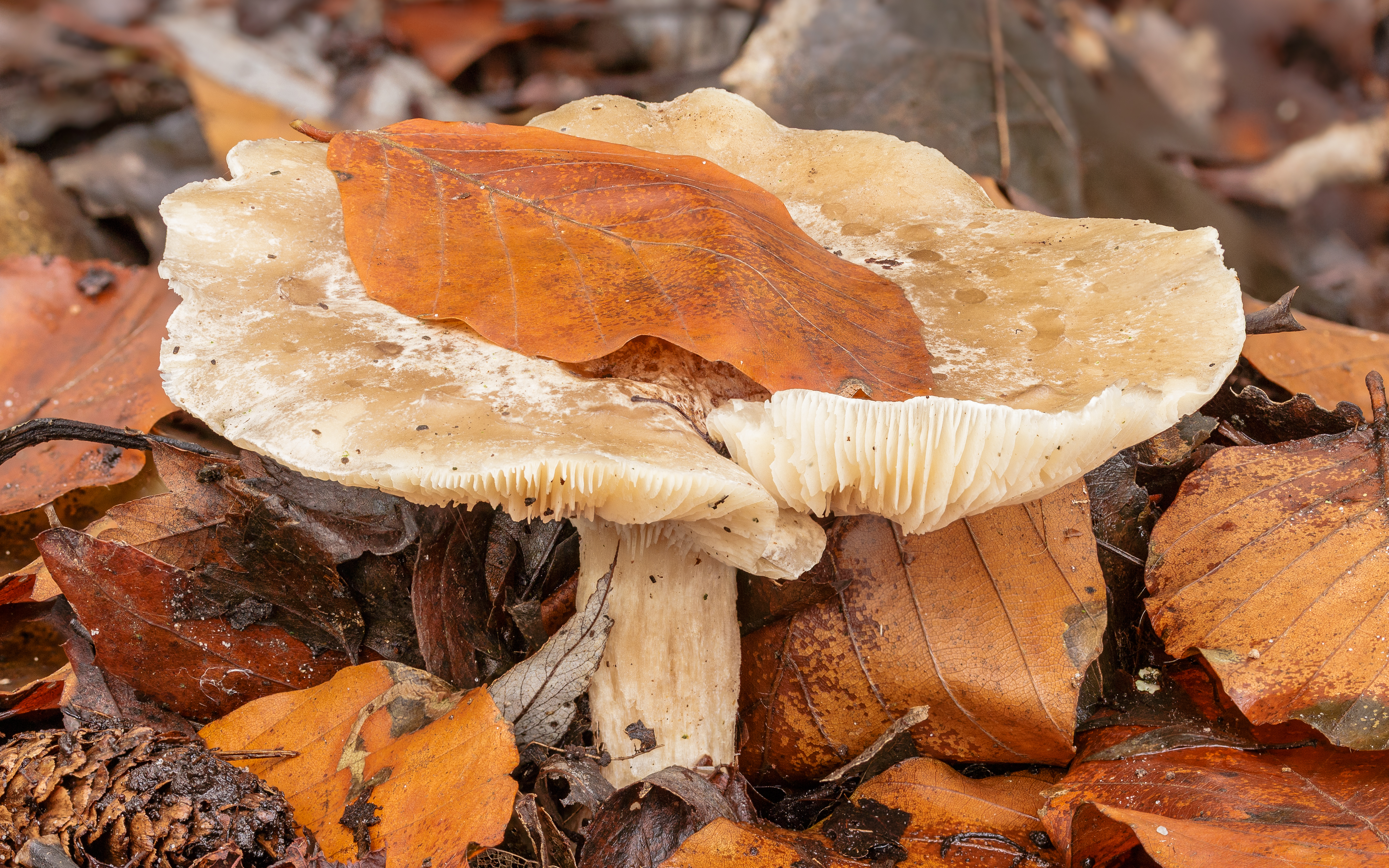
Espécime em decomposição devido à chuva.

## Comestibilidade
A espécie é comestível, mas até mesmo uma pequena porção pode causar distúrbios gastrointestinais em algumas pessoas e o odor desagradável impediria a maioria das pessoas de experimentá-lo.

## Habitat e distribuição
Os cogumelos de C. nebularis podem ser encontrados crescendo solitários, dispersos ou em formação de anel de fadas, geralmente sob árvores coníferas, mas também pode ser encontrado em florestas decíduas, pastagens e cercas vivas. Raramente frutifica antes de dezembro.